# Livadi
Livadi (griechisch Λιβάδι) ist eine verlassene Gemeinde im Bezirk Paphos in der Republik Zypern. Bei der Volkszählung im Jahr 2021 hatte sie keine Einwohner.

## Lage und Umgebung

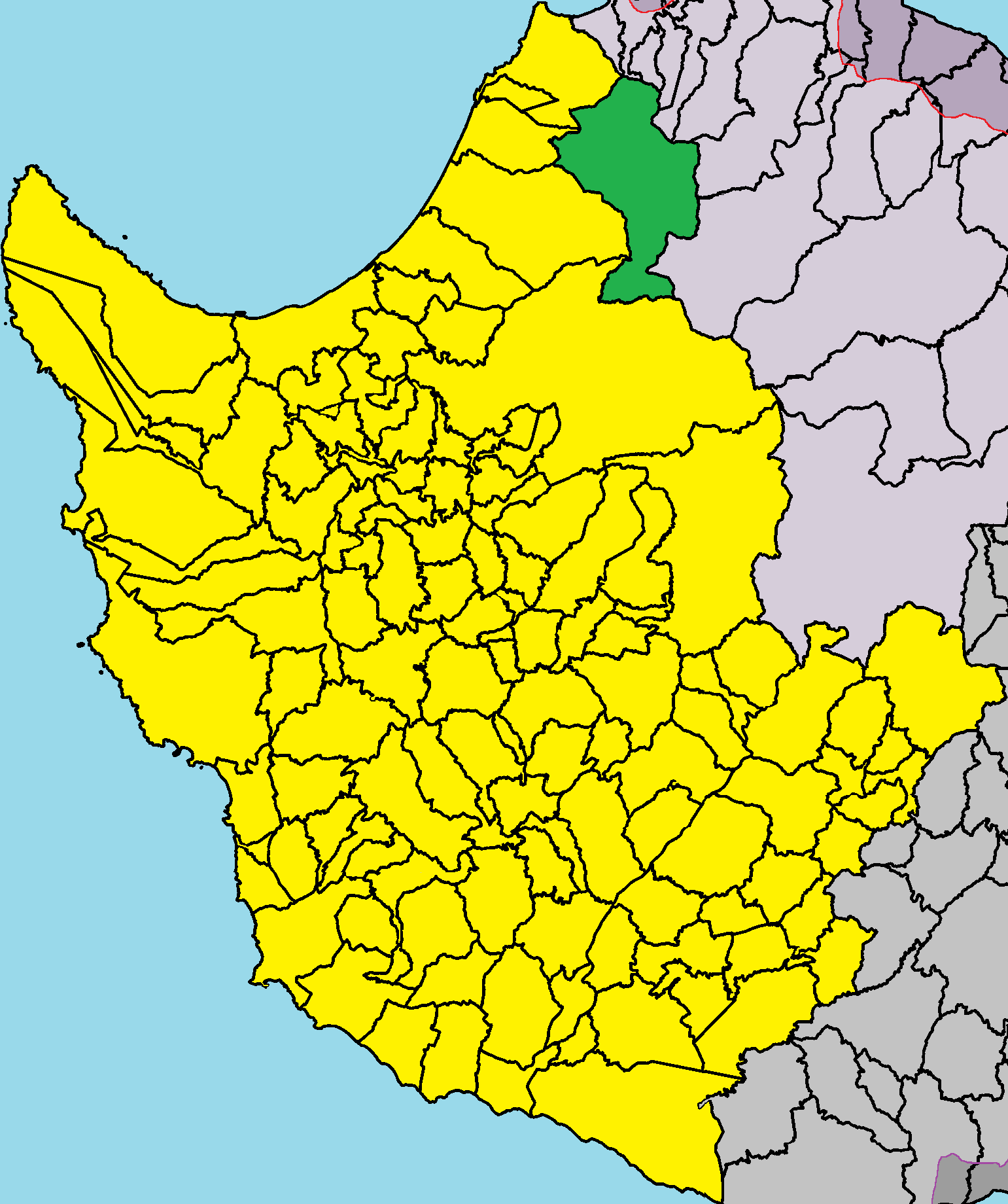
Lage im Bezirk Paphos

Livadi liegt im Nordwesten der Mittelmeerinsel Zypern auf einer Höhe von etwa 380 Metern, etwa 56 Kilometer nordöstlich von Paphos. Es befindet sich in der Nähe des gleichnamigen Flusses. Das 42,1173 Quadratkilometer große Dorf grenzt im Norden an Kokkina und Alevga, im Osten an Selladi tou Appi, Agios Theodoros Tilliria, Pigenia, Pano Pyrgos und Vroisia, im Süden an Lysos und im Westen an Gialia, Agia Marina Chrysochous und Pomos.
Die durchschnittliche jährliche Niederschlagsmenge beträgt etwa 620 Millimeter. In der Umgebung wachsen hauptsächlich Kiefern, Thymian und Seggen. Geologisch betrachtet wird das Gemeindegebiet von den magmatischen Gesteinen des Troodos-Ophiolithikum-Komplexes dominiert, hauptsächlich Diabasen und Gabbros. Auf diesen Gesteinen entwickelten sich silikatische Böden.

## Bevölkerungsentwicklung
Den Bevölkerungszählungen zufolge ist das Dorf seit 1946 unbewohnt – die ehemaligen Bewohner zogen in benachbarte Dörfer. Die folgende Tabelle zeigt die Bevölkerung des Dorfes, wie sie in den in Zypern durchgeführten Volkszählungen erfasst wurde.
| Jahr      | 1881 | 1891 | 1901 | 1911 | 1921 | 1931 | 1946 | 1960 | 1976 | 1982 | 1992 | 2001 | 2011 | 2021 |
| Einwohner | 80   | 113  | 124  | 67   | 140  | 197  | 244  | 0    | 0    | 0    | 0    | 0    | 0    | 0    |